# William Morgan (1750-1833)
William Morgan (26 mai 1750 – 4 mai 1833) est un médecin, physicien et statisticien gallois, considéré comme le père de la science actuarielle moderne. Il est également crédité d'être le premier à enregistrer la « lumière invisible » produite lorsqu'un courant passe à travers un tube de verre partiellement évacué : « le premier tube à rayons X. »

## Biographie
Il est né à Bridgend, au Pays de Galles, fils du médecin William Morgan et de Sarah (sœur de Richard Price). Il est le frère de George Cadogan Morgan. À dix-huit ans, il reçoit une formation médicale au Guy's Hospital de Londres, travaillant également comme apothicaire pour payer ses frais. Il ne termine pas sa formation, mais après un an, il retourne à Bridgend pour rejoindre le cabinet de son père. Il n'est pas populaire auprès des patients de son père : ils le pensent inexpérimenté et n'apprécient pas de se faire soigner par une personne souffrant d'une difformité - Morgan souffrait d'un pied bot. Après la mort de son père, il abandonne la médecine et, en 1774, sur la recommandation du frère de sa mère, le célèbre Richard Price, il est nommé assistant actuaire de l'Equitable Life Assurance Society  En février 1775, après la mort de John Pocock, il est élu actuaire. Au moment où il prend sa retraite le 2 décembre 1830, 56 ans plus tard, à l'âge de 80 ans, il a jeté les bases de la profession actuarielle, en fait, le terme « actuariel » s'est attaché à la profession en raison de son titre.
Il remporte la médaille Copley en 1789, pour ses deux articles sur les valeurs des réversions et des survies  imprimés dans les deux derniers volumes des Philosophical Transactions of the Royal Society, dans le domaine de la science actuarielle.
Il est élu membre de la Société en mai de l'année suivante.
Conseillé par Joseph Priestley, un ami de la famille, il s'intéresse à l'expérimentation scientifique et est crédité d'avoir été le premier à enregistrer la « lumière invisible » produite lorsqu'un courant traverse un tube de verre partiellement évacué : « le premier tube à rayons X ».
Plus tard dans la vie, par l'intermédiaire de son oncle, Richard Price, il se lie d'amitié avec des radicaux réputés, dont Tom Paine et Francis Burdett. Il s'enfuit avec seulement un avertissement lorsqu'en 1794, les autorités rassemblèrent les membres du mouvement et les accusèrent de trahison .
Il meurt à Stamford Hill le 4 mai 1833 et est enterré à Hornsey .

## Publications
- La Doctrine des annuités et des assurances sur les vies et les survivants, 1779
- Calcul des primes d'assurance-vie sur la base de la table de mortalité de Northampton, manuscrit
- Évaluation (individuelle) des contrats d'assurance en vigueur en 1786, manuscrit
- Calcul annuel des décès attendus et comptes montrant l'état de l'Equitable Life Assurance Society selon le plan suggéré par Richard Price, manuscrit
- Neuf adresses au tribunal général de la société équitable couvrant les années 1793 à 1830, 1833